# Wayne Selden
Wayne Anthony Selden jr. (Roxbury, 30 settembre 1994) è un cestista statunitense.

## Carriera

### NBA

#### Memphis Grizzlies e Iowa Energy (2016-2017)
Dopo aver giocato per tre anni al college nei Kansas Jayhawks, Selden si rese eleggibile per il Draft NBA 2016. Tuttavia non venne scelto da nessuna squadra, rimanendo così undrafted free agent. Firmò un contratto non garantito con i Memphis Grizzlies il 9 agosto 2016, ma venne tagliato durante la pre-season. A quel punto Selden andò a giocare negli Iowa Energy in D-League.

#### New Orleans Pelicans (2017)
Il 9 marzo 2017 firmò un contratto di 10 giorni con i New Orleans Pelicans. Con i Pelicans giocò 3 partite (tutte da titolare tra l'altro) prima di lasciare la squadra al termine del suo contratto decadale.

#### Memphis Grizzlies (2017-2019)
Il 19 marzo 2017, al termine del suo contratto da 10 giorni coi Pelicans, firmò con i Memphis Grizzlies, facendo così ritorno a Memphis quasi 5 mesi dopo il taglio; con la franchigia del Tennessee firmò un contratto di un anno e mezzo, con opzione alla squadra per il secondo anno; i Grizzlies tagliarono il veterano Toney Douglas per fargli spazio. Giocò 11 partite in regular season (2 da titolare) e 6 nei playoffs, dove giocò tutte le partite della squadra nella serie persa per 4-2 contro i San Antonio Spurs al primo turno in cui partì titolare nelle prime due partite.
Nella stagione 2017-2018 giocò molte meno partite a causa di un infortunio al quadricipite destro, e per Memphis fu una stagione difficile conclusa con il penultimo posto a ovest con un record di 22 vittorie e 60 sconfitte. Nonostante i tanti problemi sia fisici che di squadra tenne un'ottima media di 9,3 punti a partita in sole 35 partite disputate, e il 21 gennaio 2018 mise a referto il proprio career high di punti segnandone 31 nella sconfitta per 111-104 contro i New Orleans Pelicans, sua ex squadra.
La stagione successiva Selden trovò più spazio giocando 32 partite prima di lasciare la squadra a gennaio.

#### Chicago Bulls (2019)
Il 4 gennaio 2019 venne ceduto via trade dai Grizzlies ai Chicago Bulls, insieme a Marshon Brooks (poi tagliato) e due future seconde scelte al Draft, in cambio di Justin Holiday. Il 10 marzo 2019 realizzò 18 punti nella sconfitta per 131-108 contro i Detroit Pistons.

## Statistiche

### Stagione regolare
| Anno     | Squadra           | PG  | PT | MP   | TC%  | 3P%  | TL%  | RP  | AP  | PRP | SP  | PP  |
| -------- | ----------------- | --- | -- | ---- | ---- | ---- | ---- | --- | --- | --- | --- | --- |
| 2016-17  | N.O. Pelicans     | 3   | 3  | 15,7 | 62,5 | 57,1 | 50,0 | 1,7 | 0,3 | 0,7 | 0,0 | 5,3 |
| 2016-17  | Memphis Grizzlies | 11  | 2  | 17,2 | 40,0 | 14,3 | 66,7 | 1,0 | 1,1 | 0,4 | 0,1 | 5,0 |
| 2017-18  | Memphis Grizzlies | 35  | 9  | 19,8 | 43,1 | 40,2 | 74,6 | 1,6 | 1,9 | 0,5 | 0,1 | 9,3 |
| 2018-19  | Memphis Grizzlies | 32  | 0  | 14,2 | 40,4 | 31,7 | 75,9 | 1,4 | 1,1 | 0,3 | 0,2 | 5,4 |
| 2018-19  | Chicago Bulls     | 43  | 13 | 22,9 | 40,7 | 31,5 | 71,4 | 3,2 | 1,7 | 0,5 | 0,2 | 8,0 |
| Carriera | Carriera          | 124 | 27 | 19,1 | 41,6 | 34,3 | 72,3 | 2,0 | 1,5 | 0,5 | 0,2 | 7,3 |

### Play-off
| Anno | Squadra           | PG | PT | MP   | TC%  | 3P%  | TL%  | RP  | AP  | PRP | SP  | PP  |
| ---- | ----------------- | -- | -- | ---- | ---- | ---- | ---- | --- | --- | --- | --- | --- |
| 2017 | Memphis Grizzlies | 6  | 2  | 17,7 | 34,6 | 18,2 | 75,0 | 1,5 | 1,2 | 0,2 | 0,2 | 3,8 |

## Palmarès

### Squadra
- FIBA Europe Cup: 1

Ironi Nes Ziona: 2020-21

### Individuale
- FIBA Europe Cup Final MVP: 1

Ironi Nes Ziona: 2020-21